# Marlies De Smet
Marlies De Smet (31 december 1991) is een Belgisch volleybalcoach en voormalig volleybalster.

## Levensloop
De Smet werd op 9-jarige leeftijd actief in het volleybal bij Flamingo's Nijlen. Vervolgens ging ze naar de Topsportschool Vilvoorde en was ze aangesloten bij VC Bouwel en vervolgens VT Turnhout. Na haar studies in Vilvoorde sloot ze in 2009 aan bij VDK Gent. Met deze club werd ze in 2012-'13 landskampioen en won ze viermaal de Supercup (2009, 2011, 2013 en 2015). Daarnaast bereikte ze met deze club in 2011-'12 de halve finales van de Challenge Cup.
Na haar spelerscarrière ging ze aan de slag als coach bij Volley Lint.